# Temporada 1981-82 de los Utah Jazz
La temporada 1981-82 fue la octava de los Jazz en la NBA, y la tercera en su nueva ubicación en Salt Lake City, tras cinco temporadas en Nueva Orleans. La temporada regular acabó con 25 victorias y 57 derrotas, ocupando el undécimo puesto de la Conferencia Oeste, no logrando clasificarse para los playoffs.

## Elecciones en elDraft
| Ronda | Puesto | Jugador        | Posición   | Nacionalidad   | Universidad        |
| ----- | ------ | -------------- | ---------- | -------------- | ------------------ |
| 1     | 13     | Danny Schayes  | Pívot      | Estados Unidos | Syracuse           |
| 2     | 27     | Howard Wood    | Ala-Pívot  | Estados Unidos | Tennessee          |
| 4     | 73     | Georgie Torres | Escolta    | Puerto Rico    | Southern Nazarene* |
| 8     | 165    | Bobby Cattage  | Ala- Pívot | Estados Unidos | Auburn             |

## Temporada regular
| División Medio Oeste | División Medio Oeste | División Medio Oeste | División Medio Oeste | División Medio Oeste | División Medio Oeste | División Medio Oeste | División Medio Oeste | División Medio Oeste |
| Equipo               | G                    | P                    | %                    | PD                   | Casa                 | Fuera                | Div                  |                      |
| -------------------- | -------------------- | -------------------- | -------------------- | -------------------- | -------------------- | -------------------- | -------------------- | -------------------- |
| y-San Antonio Spurs  | 48                   | 34                   | .585                 | –                    | 29–12                | 19–22                | 20–10                |                      |
| x-Denver Nuggets     | 46                   | 36                   | .561                 | 2.0                  | 29–12                | 17–24                | 19–11                |                      |
| x-Houston Rockets    | 46                   | 36                   | .561                 | 2.0                  | 25–16                | 21–20                | 17–13                |                      |
| Kansas City Kings    | 30                   | 52                   | .366                 | 18.0                 | 23–18                | 7–34                 | 11–19                |                      |
| Dallas Mavericks     | 28                   | 54                   | .341                 | 20.0                 | 16–25                | 12–29                | 11–19                |                      |
| Utah Jazz            | 25                   | 57                   | .305                 | 23.0                 | 18–23                | 7–34                 | 9–21                 |                      |

## Estadísticas
| Rk | Jugador          | Edad | P  | PT | MP   | TC   | TCI  | %TC  | T3  | T3I | %T3  | TL     | TLI  | %TL  | RO  | RD  | RT  | AS  | RB  | TAP | BP  | FP  | PTS  |
| -- | ---------------- | ---- | -- | -- | ---- | ---- | ---- | ---- | --- | --- | ---- | ------ | ---- | ---- | --- | --- | --- | --- | --- | --- | --- | --- | ---- |
| 1  | Adrian Dantley   | 26   | 81 | 81 | 39.8 | 11.2 | 19.6 | .570 | 0.0 | 0.0 | .333 | 8.0    | 10.1 | .792 | 2.9 | 3.5 | 6.3 | 4.0 | 1.2 | 0.2 | 3.7 | 3.1 | 30.3 |
| 2  | Rickey Green     | 27   | 81 | 73 | 34.8 | 6.2  | 12.5 | .493 | 0.0 | 0.1 | .000 | 2.5    | 3.3  | .765 | 1.0 | 2.0 | 3.0 | 7.8 | 2.3 | 0.1 | 2.4 | 2.3 | 14.8 |
| 3  | Darrell Griffith | 23   | 80 | 79 | 32.5 | 8.6  | 17.9 | .482 | 0.2 | 0.7 | .288 | 2.4    | 3.4  | .697 | 1.6 | 2.2 | 3.8 | 2.3 | 1.2 | 0.4 | 2.4 | 2.7 | 19.8 |
| 4  | Jeff Wilkins     | 26   | 82 | 62 | 27.7 | 3.8  | 8.8  | .437 | 0.0 | 0.0 | .000 | 1.7    | 2.1  | .778 | 1.5 | 6.0 | 7.5 | 1.1 | 0.4 | 0.9 | 1.6 | 3.0 | 9.3  |
| 5  | James Hardy      | 25   | 82 | 17 | 22.1 | 2.2  | 4.5  | .485 | 0.0 | 0.0 | .000 | \| 0.8 | 1.1  | .688 | 1.9 | 3.9 | 5.7 | 1.3 | 0.7 | 0.8 | 1.0 | 2.3 | 5.1  |
| 6  | Ben Poquette     | 26   | 82 | 56 | 20.7 | 2.7  | 5.2  | .514 | 0.0 | 0.1 | .300 | 1.2    | 1.5  | .808 | 1.4 | 3.6 | 5.0 | 1.1 | 0.6 | 0.8 | 0.8 | 2.9 | 6.6  |
| 7  | Danny Schayes    | 22   | 82 | 20 | 19.8 | 3.1  | 6.4  | .481 | 0.0 | 0.0 | .000 | 1.7    | 2.3  | .757 | 1.6 | 3.6 | 5.2 | 1.8 | 0.6 | 0.9 | 1.8 | 3.6 | 7.9  |
| 8  | Carl Nicks       | 23   | 80 | 1  | 16.5 | 3.2  | 6.9  | .454 | 0.0 | 0.1 | .000 | 1.1    | 1.9  | .567 | 0.8 | 1.2 | 2.0 | 1.1 | 0.8 | 0.1 | 1.3 | 2.3 | 7.4  |
| 9  | John Duren       | 23   | 79 | 9  | 13.4 | 1.5  | 3.4  | .451 | 0.0 | 0.1 | .273 | 0.3    | 0.5  | .730 | 0.2 | 0.9 | 1.1 | 2.0 | 0.3 | 0.1 | 0.9 | 1.8 | 3.4  |
| 10 | Bill Robinzine   | 29   | 56 | 9  | 11.6 | 2.3  | 5.3  | .446 | 0.0 | 0.0 |      | 1.1    | 1.3  | .813 | 1.0 | 1.6 | 2.6 | 0.9 | 0.7 | 0.1 | 1.5 | 2.8 | 5.8  |
| 11 | Howard Wood      | 22   | 42 | 3  | 8.1  | 1.3  | 2.9  | .458 | 0.0 | 0.0 | .000 | 0.8    | 1.2  | .654 | 0.5 | 1.0 | 1.5 | 0.2 | 0.2 | 0.1 | 0.4 | 0.9 | 3.4  |
| 12 | Bobby Cattage    | 23   | 49 | 0  | 6.9  | 1.2  | 2.8  | .444 | 0.0 | 0.0 | .000 | 0.6    | 0.8  | .732 | 0.4 | 1.0 | 1.5 | 0.1 | 0.1 | 0.0 | 0.4 | 1.2 | 3.1  |
| 13 | Sam Worthen      | 24   | 5  | 0  | 4.4  | 0.4  | 1.0  | .400 | 0.0 | 0.0 |      | 0.0    | 0.0  |      | 0.2 | 0.0 | 0.2 | 0.6 | 0.0 | 0.0 | 0.4 | 0.6 | 0.8  |